# Norbert Futterweit
Norbert Samuel Futterweit (geboren 30. November 1898; ermordet 12. Juni 1933 in Wien) war ein österreichischer Juwelier jüdischer Abstammung, der Opfer eines nationalsozialistischen Bombenanschlags wurde.
Seine Ermordung war einer der Anschläge, die zum Verbot der österreichischen NSDAP am 19. Juni 1933 führten.
Futterweit betrieb ein Juweliergeschäft in der Meidlinger Hauptstraße Nr. 19 im 12. Bezirk. Zwei Monate vor dem Attentat hatten Nationalsozialisten Stinkbomben in das Geschäft geworfen und judenfeindliche Parolen an der Tür angebracht. Gegen 10.30 Uhr am 12. Juni 1933 warf der arbeitslose Kellner Josef Kreil ein verdächtig surrendes Paket in das Geschäft.
Durch seine Assistentin und eine Kundin auf das Paket aufmerksam gemacht, hob Futterweit es auf und wollte es hinausbringen. Als er den Eingang erreichte, explodierte die Bombe. Futterweit war sofort tot. Im Laden und auf der Straße gab es Verletzte. Ein zufälliger Passant – Johann Hodik, ein 63-jähriger Anstreicher – erlag am nächsten Tag seinen Verletzungen.
Nur der Buchbindergehilfe Johann Teuer, der Aufpasser des Attentäters gewesen war, konnte gefasst werden: Die anderen Täter setzten sich nach Deutschland ab.
Nach Kastner dürfte der Anschlag vom SS-Mann Max Grillmayer geplant worden sein.
Auch Odilo Globocnik wurde in Verbindung mit dem Anschlag genannt. Unmittelbar nach seiner Befreiung aus dem KZ Buchenwald berichtete Eugen Kogon, dass Globocnik nach dem Anschlag nach Deutschland geflohen war. 1945 sagten die Nachrichten der Eighth United States Army, dass Globocnik den Sprengsatz geworfen habe.

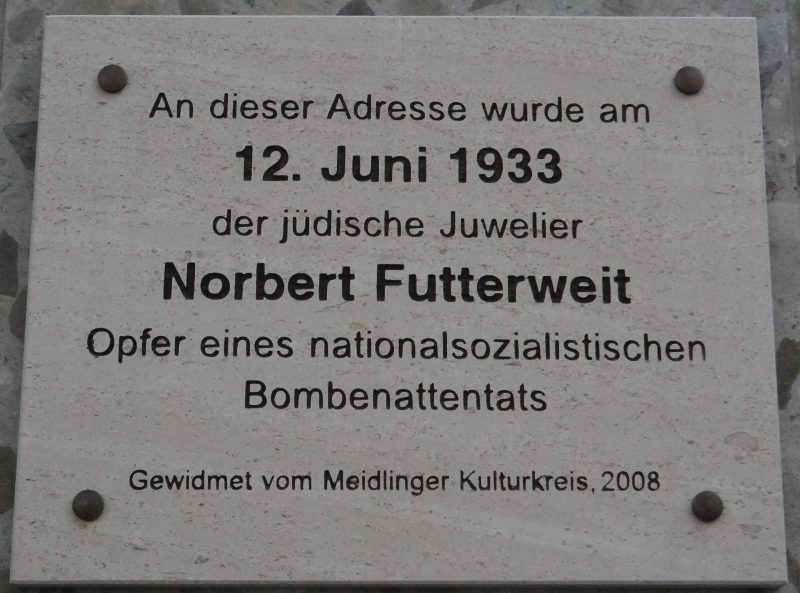
Gedenktafel am Anschlagsort

2008 wurde am Ort des Anschlags eine Gedenktafel angebracht.